# Pneu pluie

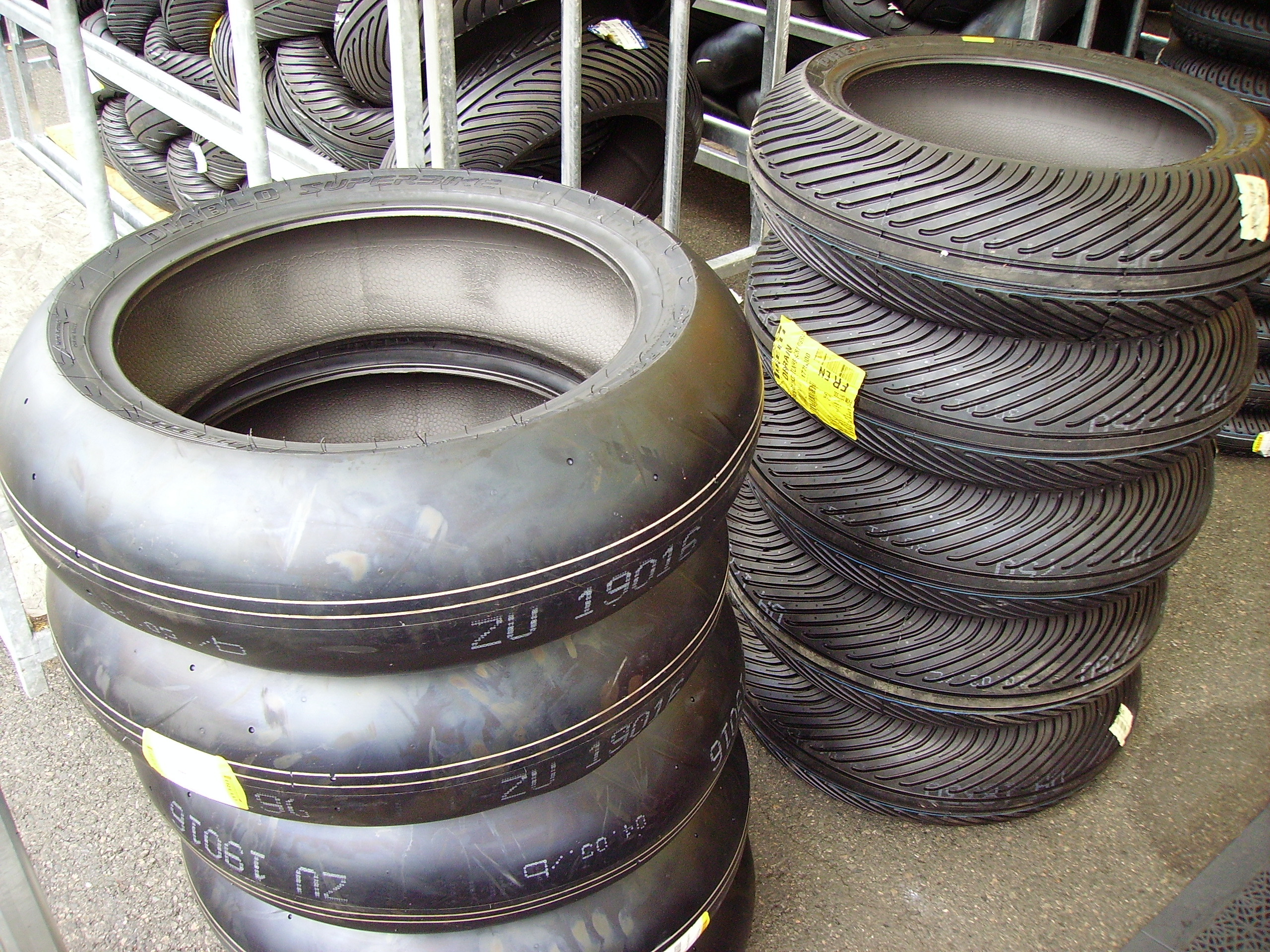
Slicks (à gauche) et pneus pluie (à droite) de motos de course.

En sports mécaniques, les pneus pluie sont utilisés pour offrir une meilleure adhérence sur chaussée mouillée.

## Caractéristiques
Comparé à un pneu lisse (ou slick), un pneu pluie présente des rainures permettant d'évacuer rapidement l'eau située entre la bande de roulement et le sol, et sa gomme est plus tendre.

### Compétition automobile

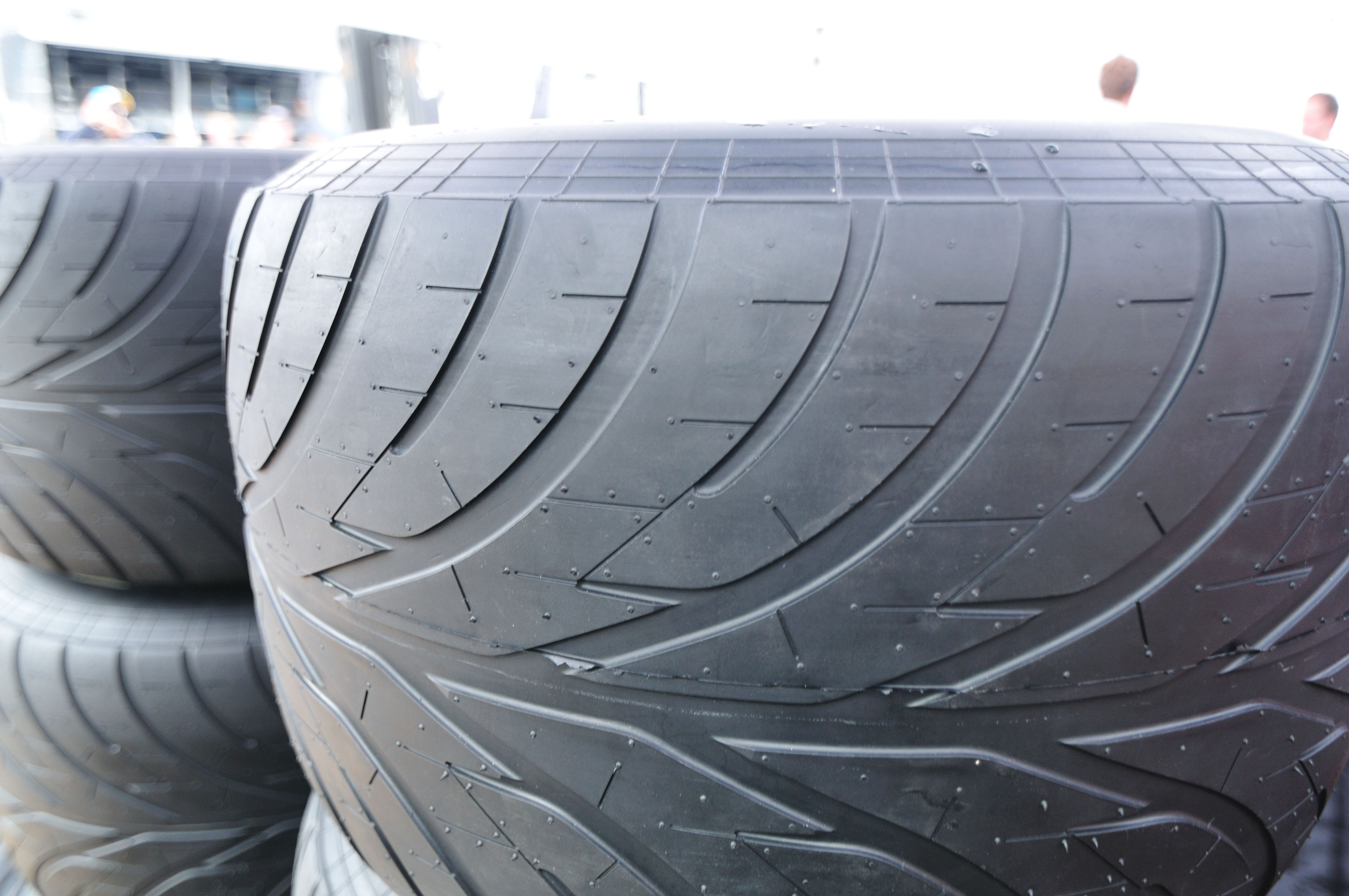
Un pneu intermédiaire de F1 Bridgestone (2010)

En compétition automobile, la bande de roulement des pneus pluie est souvent plus étroite que celle des pneus secs (c'est le cas entre autres en karting) et ceux-ci ont des flancs plus hauts pour augmenter la hauteur de caisse de la voiture (le diamètre est plus grand de 10 mm dans le cas de la Formule 1 par exemple, soit une hausse de 5 mm). Une hauteur de caisse plus élevé permet d'éviter un aquaplanage via le plancher de la voiture.
En F1, il existe deux types de pneu pluie, les « intermédiaires » et les « pluie » (ou « maxi pluie »). Un pneu intermédiaire de Pirelli « évacue 25 litres d'eau par seconde à pleine vitesse et peut être utilisé sur piste humide ou s'asséchant », un pneu pluie évacue « plus de 65 litres d'eau à pleine charge ».